# Piotr Sobennikov
Piotr Petrovitch Sobennikov, né le 13 juillet 1894 à Kronstadt et mort le 4 août 1960 à Moscou, est un militaire soviétique, un lieutenant-général (1944).

## Biographie
Sorti de l'École de cavalerie Nicolas en 1916, Piotr Sobennikov commence sa carrière dans l'Armée impériale russe au début de la Première Guerre mondiale. Il participe à la Guerre civile russe.
Durant la Seconde Guerre mondiale en 1941, il commande la 8e armée durant le siège de Leningrad. Il remplace le commandant du Front du Nord-Ouest, Fiodor Kouznetsov, en juin 1941.
Il commande à partir du mois d'août 1941 la 43e armée de réserve et participe à la Bataille de Smolensk. Lors de la Bataille de Moscou les troupes allemandes réussissent à rompre la ceinture défensive de la 43e armée et les soviétiques reculent jusqu'à la ligne de défense de Mojaïsk.
Le 16 octobre 1941, Sobennikov est arrêté, puis en février 1942 condamné à cinq ans de travaux forcé dans les camps. On lui retire à cette occasion l'Ordre de l'Étoile rouge et la médaille commémorative des 20 ans de l'Armée rouge. Il sera finalement gracié, mais rétrogradé.
À partir du novembre 1942 et jusqu'à la fin de la guerre, il est adjoint du commandant de la 3e armée. Il participera à la bataille de Koursk et la seconde bataille de Smolensk près de Briansk, aux opérations de Gomel-Retchytsa et Rahatchow-Jlobine.
En 1944, il prend part à l'opération Bagration au sein du premier front biélorusse et vers la fin de la guerre - aux offensives en province de Prusse-Orientale, dans l'Est de l'Allemagne, ainsi qu'à la bataille de Berlin.
Après la guerre, de 1955 à 1959, il dirige l'École spéciale militaire des élèves officiers Vystrel à Solnetchnogorsk.
Il est enterré au cimetière de Novodevitchi.